# Château du Géant
Le château du Géant (ou château de Verdun) est une citadelle située au dessus de Saint-Guilhem le Désert, dans le département de l'Hérault. 

## Historique
Depuis 2001, l'accès au site est dangereux et interdit.